# Iris pontica
Espèce
Classification phylogénétique
L'Iris de la Mer Noire (Iris pontica) est une plante herbacée vivace de la famille des Iridacées originaire de Roumanie, d'Europe de l'Est et de Russie.
Nom russe : Ирис понтийский ou Ирис черноморский

## Description
Il s'agit d'un iris à rhizome.
La floraison a lieu d'avril à mai. La fleur, lavande ou bleu foncé, comporte trois grands sépales à crête jaune et trois pétales de plus petite taille.

## Position taxonomique
Cette espèce a été déplacée en 2005 par Georgi Ivanovich Rodionenko dans le genre Xyridion :
- Xyridion ponticum (Zapał.) Rodion.

En concordance avec les index GRIN (Germplasm Resources Information Network) et Tropicos (Jardin botanique du Missouri), l'espèce a été ici conservée dans le genre Iris.
Plusieurs synonymes sont signalés par les index Tropicos  et GRIN :
- Iris humilis M.Bieb. (1808) - espèce homonyme de Iris humilis Georgi (1775)[2]
- Iris humilis var. pontica Prod.
- Iris marschalliana Bobrov/
- Limniris humilis (M.Bieb.) Fuss
- Neubeckia humilis (M.Bieb.) Alef.

À noter la position d'Alexeï Vvedenski qui appelle cette espèce Iris humilis M.Bieb., au nom de l'antériorité mais ne levant pas en cela l'homonymie avec Iris humilis Georgi.

## Distribution
Cette belle espèce d'iris est originaire de Roumanie, d'Europe de l'Est et de Russie.